# Sant'Eusanio Forconese
Sant'Eusanio Forconese è un comune italiano di 364 abitanti della provincia dell'Aquila in Abruzzo. Fa parte della Comunità montana Amiternina. È situato a circa 13 km dall'Aquila nella bassa Valle dell'Aterno.

## Storia

### Origini
Le origini di Sant'Eusanio Forconese sono molto antiche. Anticamente era chiamato Cinque Ville, per i cinque villaggi di cui era composto: Castellina, Castello, Monticchio, San Pietro e Carmiscione. L'attuale denominazione è da attribuire al martirio di Eusanio di Siponto, nel IV secolo.
Sant'Eusanio Forconese fu uno dei castelli che partecipò alla fondazione della città dell'Aquila e ancora oggi a L'Aquila esiste una via "Vicolo S. Eusanio" a ricordarlo.

### Dal Medioevo al Settecento
Fu per lungo periodo fra i possedimenti dei Piccolomini, per poi passare ai Barberini che vi edificarono un palazzo nel XVII secolo. Non si conosce molto della storia antica di questo paese, prima dell'avvento del sacerdote Eusanio giunto dal Gargano per evangelizzare questa zona dell'attuale Abruzzo, dove ancora si adoravano dèi pagani.

### Leggenda sulla fondazione
In quel periodo regnava l'imperatore Massimiano e il potere locale era esercitato dal prefetto Prisco di Aveia (l'attuale Fossa), sotto il quale vi furono atroci persecuzioni. La leggenda narra che venne martirizzato come rappresentato dall'affresco che troneggia dietro l'altare maggiore della basilica di Sant'Eusanio a lui dedicata e che lo raffigura con il suo cuore in mano.

### Terremoti
Il centro è stato interessato da vari terremoti, dei quali i maggiori nel 1461, 1703, e infine il terremoto dell'Aquila del 2009. La Basilica soprattutto ha registrato danni sulla facciata superiore, con crollo parziale della parte attorno al rosone. I pochi cittadini sono stati in pochi mesi trasferiti dalle tende alle nuove abitazioni del progetto C.A.S.E., benché tuttora sorgano problemi burocratici per la ricostruzione, essendo il centro all'estremo confine dei comuni del "cratere sismico", dunque messo in "lista di attesa" rispetto ai centri più devastati, con procedura di ricostruzione più svelta.

### Simboli
Lo stemma e il gonfalone del comune sono stati concessi con decreto del presidente della Repubblica del 3 febbraio 1998.
Lo stemma di Sant'Eusanio Forconese è l'unione degli emblemi di S. Eusanio e di Casentino: lo scudo è partito e reca nella prima metà l'effigie di sant'Eusanio; la parte sinistra, è troncata a sua volta e vi sono rappresentati una stella e un barile, simboli della baronia di Barile che comprendeva le ville di Casentino, Terranera, Fonteavignone, Tussillo e Stiffe dal 1272.
Il gonfalone è un drappo di giallo.

## Monumenti e luoghi d'interesse

### Basilica di Sant'Eusanio Martire

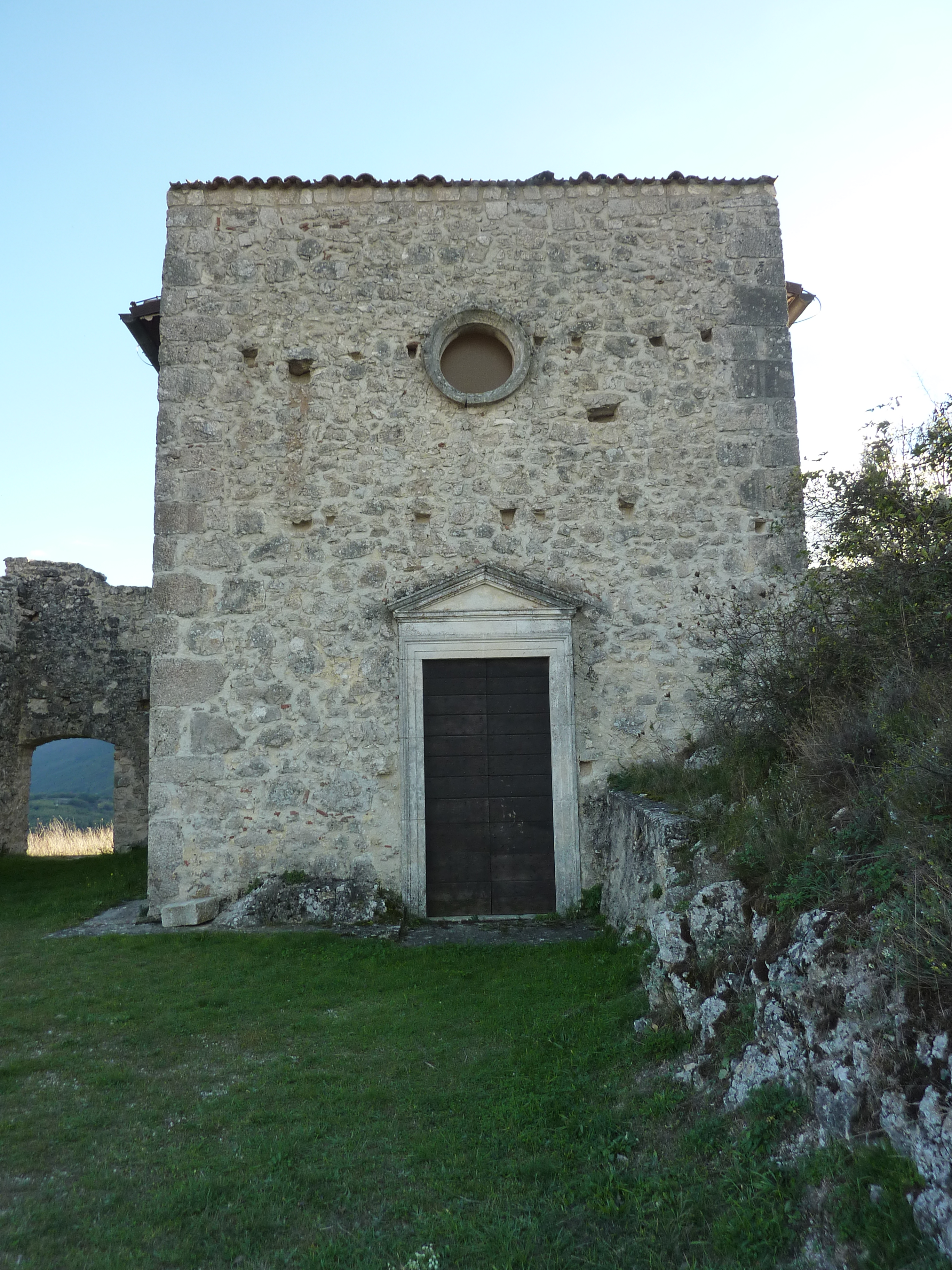
La chiesa di San Pietro presso il castello

La basilica attuale è il risultato di ricostruzioni e rimaneggiamenti che si sono susseguiti nel corso dei secoli in seguito ai frequenti terremoti che colpirono la zona. Dell'impianto originario dell'VIII-IX secolo rimangono solo pochi reperti, in quanto la basilica fu totalmente ricostruita nel 1198 in stile romanico a tre navate, con una cripta divisa in sette navatelle con archi a crociera sostenuti da colonnine una diversa dall'altra. Allo stesso modo i capitelli, alcuni di stile corinzio, altri con fregi floreali o geometrici.
Nella cripta si trovava l'antico altare dove per molti secoli era conservato il corpo di Sant'Eusanio, e che il 12 maggio 1748 il vescovo dell'Aquila Giuseppe Coppola (le cui ossa sono ora conservate in un'urna d'argento nell'attuale altare della cripta) portò alla luce.
Dopo il terremoto del 1461, la basilica fu in parte ristrutturata, ma è soprattutto dopo quello del 1703 che il suo interno subì la trasformazione maggiore, con l'aggiunta di stucchi e sovrastrutture barocche che coprirono sia la colonne che gli affreschi di cui fu abbellita la Chiesa nel corso dei secoli.
Fortunatamente nel 1971 un restauro volto a riavvicinarsi allo stile originario, ha scoperto parte delle colonne e riportato alla luce parti di affreschi del quattrocento - cinquecento: Crocifissione e santi (tra cui Sant'Eusanio), Madonna in trono e santi, Annunciazione e santi, S.Antonio e parti di Natività. Sopra l'entrata della basilica troneggia lo storico organo di Adriano Fedri del 1772.
Sulla facciata romanica del XIV secolo, in parte restaurata, si apre un bel portale in pietra: motivi geometrico-floreali negli stipiti a cassettoncini di gusto rinascimentale e sull'architrave un bassorilievo raffigurante Sant'Eusanio con la corata in mano e rami di acanto intrecciati nell'archivolto, sopra il quale spuntano due teste di toro.
Nella canonica, fino a pochi anni fa, era custodita una croce processionale del secolo XIV in argento dorato e impreziosita da pietre dure e gemme, opera di Nicola da Guardiagrele. All'esterno della basilica rimangono pressoché intatti due dei quattro torrioni angolari a sezione circolare e buona parte della cinta muraria che circondava l'edificio. Uno dei pochi esempi italiani, e forse mondiali, di chiesa fortificata.
Con il terremoto dell'Aquila del 2009 soprattutto la chiesa è stata colpita, con il crollo parziale della parte superiore della facciata, insieme a metà rosone, e spaccatura con crepa elevata della torretta dell'orologio. In 2015 sono partiti lavori di restauro

### Altri monumenti

#### Fontana monumentale
Nella piazza antistante la basilica possiamo ammirare una fontana del 1894, restaurata nel 1988. Ha una struttura in pietra a pianta ottagonale. Sopraelevata di due gradini, si erge centralmente una colonna con quattro teste di leone sormontata da una base circolare su cui troneggia la statua raffigurante un putto (Bartolino) che sorregge un'anfora. Dalla bocca dei leoni zampilla acqua potabile dell'acquedotto.
In passato l'acqua proveniva da una sorgente dei monti circostanti, che nei periodi estivi diminuiva drasticamente la portata. Essendo l'unica fonte di approvvigionamento, costringeva le donne munite di conca a lunghe file che a volte provocavano animati diverbi (concate). Nell'ora del ritiro delle mucche dal lavoro dei campi le donne, nonostante avessero atteso a lungo il loro turno, svuotavano nella vasca della fontana le conche già piene per consentire alle bestie di abbeverarsi (gli animali avevano la precedenza sugli umani).

#### Palazzo Barberini
Sempre nella piazza, proprio davanti alla basilica, c'è il palazzo Barberini che porta il nome della famiglia che dominò su Sant'Eusanio nel 1700 e nel secolo successivo.

#### Castello Quattrocentesco

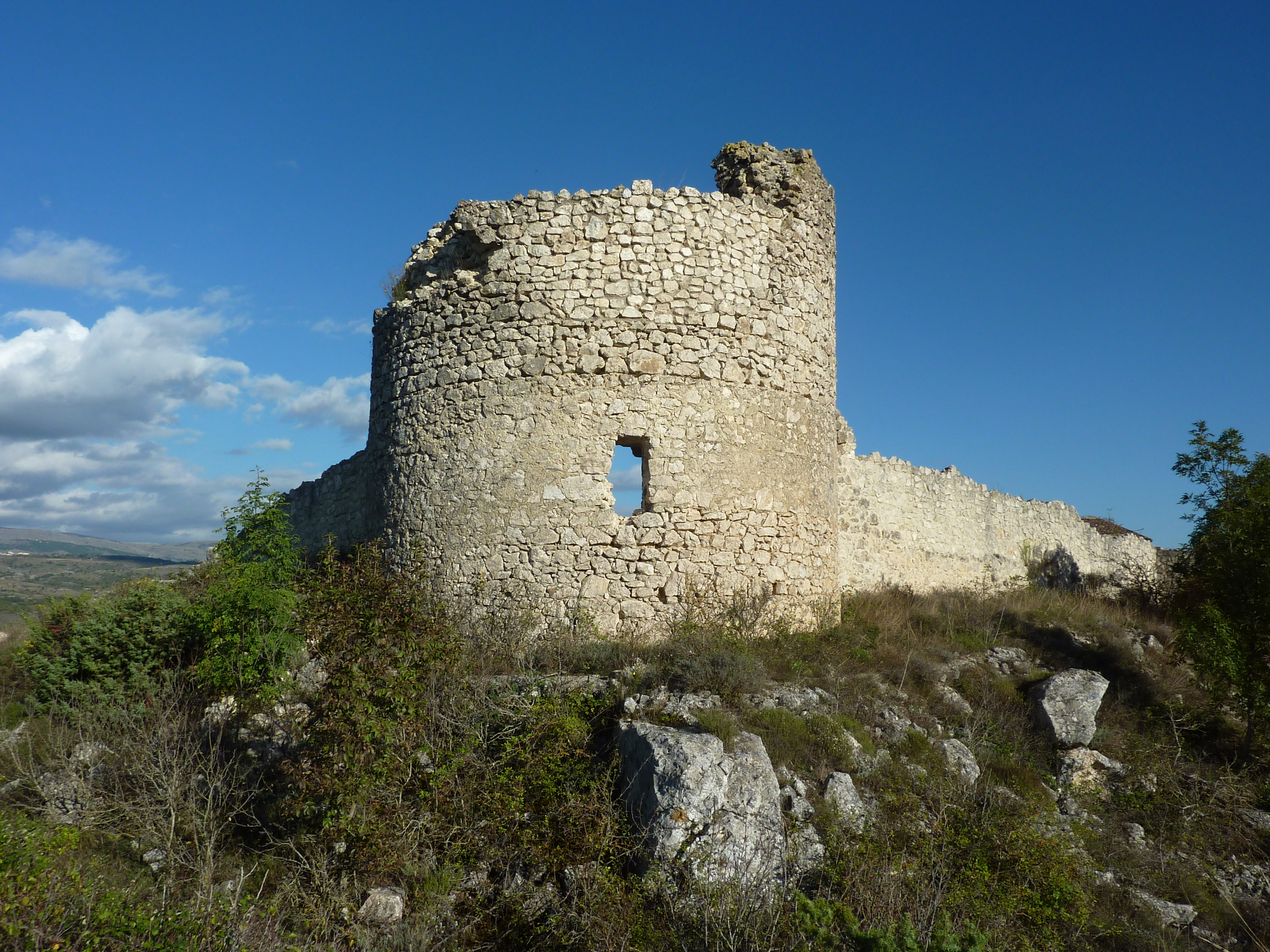
Un torre del castello

Alla sommità di Monte Cerro, in posizione dominante il paese e con il castello d'Ocre a vista, ci sono i ruderi del castello medioevale. A suo tempo fu utilizzato unicamente per fini difensivi e, dotato di una cisterna dove tuttora affiora dell'acqua potabile, permetteva in caso di necessità di resistere anche per lunghi periodi.
A ridosso della cinta muraria è stata successivamente edificata una chiesa dedicata alla Madonna del castello. Nell'interno, sopra un semplice altare a muro, ci sono tre affreschi: una recente Madonna con Bambino centrale, fiancheggiata da due ovali, di cui uno rappresentante lo stesso soggetto ma in aspetto quattrocentesco (seppur non sia databile).

#### Chiese secondarie di Sant'Eusanio
In S. Eusanio Forconese ci sono altre due Chiese: la Madonna della Pietà, ora sconsacrata, si trova all'ingresso del paese. Al suo interno sono presenti un affresco della Pietà del Mausonio e immagini di Sant'Eusanio e Sant'Antonio; presso il cimitero, si erge la mole della Chiesa degli Angeli o Sotterra in pietra a vista con un bel portale settecentesco. All'interno un bell'altare settecentesco in marmo policromo e sull'altare laterale sinistro una tela della Madonna col Bambino e Santi di Giulio Cesare Bedeschini; sull'altare laterale destro una riproduzione fotografica di un affresco raffigurante Sant'Eusanio. Dalla porta laterale destra salendo per una scala a chiocciola completamente in pietra di rara fattura si accede ad un locale che la credenza popolare ricorda abitato da S. Eusanio con le sorelle Gratola e Teodosia.

### Siti archeologici

#### Città romana di Forcona
Il sito archeologico si trova al confine con L'Aquila, presso la contrada Civita di Bagno. Si tratta di terme romane con resti della primitiva Cattedrale di San Massimo.

## Società

### Evoluzione demografica
Abitanti censiti

## Cultura

### Feste e tradizioni
Dal 2011 è stata ripresa la tradizione della “Fiera delle forche”, che in passato si svolgeva il 9 luglio, giorno della ricorrenza della morte di S. Eusanio. La fiera nel passato si svolgeva nella piazza della Chiesa dalle quattro del mattino fino all'ora della prima messa. Durante tale cerimonia, veniva estratta dall'altare della cripta l'urna contenente le ossa del santo. 
Attualmente la fiera si svolge lungo la strada che costeggia la scuola fino al villaggio MAP. La fiera consisteva nel mettere in vendita attrezzi di uso contadino esclusivamente di legno o vimini fabbricati da contadini-artigiani. Attrezzi che in dialetto locale erano: “cajone” (sorta di gerla), “fhrcone” (forcone a due denti), “jute”(giogo), “ciuera” (sorta di portantina per letame o altro), “fascinell” (cestello per ricotta), “croll” (sostegno per conca), “capisterh” (tavola incavata per pasta fatta a mano) e manici di “serrecchie” (falcetto), “favhce” (falce), ecc...
Attualmente la fiera consente la vendita di opere di artigianato e agricoltura locale.
Durante la fiera è possibile mangiare piatti tipici della tradizione di Sant'Eusanio Forconese, come i gnocchetti con i fagioli e i maccarun alla mul'ner'.
In tempi recenti e per parecchi anni nel mese di luglio si festeggiava la “Sagra del coniglio” e occasionalmente la “Festa dell'emigrante” e la “Sagra dei maccarun' alla mul'ner'”; tradizioni che con l'andare del tempo si sono perse.
Ora si festeggiano solo le seguenti solennità:
- 9 luglio – Festa religiosa.
- 2ª domenica di maggio – Festa patronale, con banda musicale, “sparo” e la sera intrattenimento musicale e fuochi artificiali.
- 1ª domenica di agosto – Festa della Madonna del Castello con processione verso il Monte Cerro alla Chiesa a Lei dedicata e ritorno; poi sparo e la sera intrattenimento musicale e fuochi artificiali.

## Geografia antropica

### Frazioni
La sua unica frazione di Casentino dominata dal Monte Cagno, si inerpica lungo una costa boscosa tra ripide e strette viuzze. Nella settecentesca chiesa di San Giovanni Evangelista ci sono: una statua in terracotta policroma di Madonna col Bambino del XVI secolo collocata in una nicchia sull'altare maggiore e i dipinti del XVII secolo San Carlo Borromeo di Giovan Paolo Mausonio, Purgatorio di Bernardino Ciferri e Santa Brigida di Vincenzo Damini.

## Amministrazione
| Periodo          | Periodo          | Primo cittadino         | Partito                      | Carica                    | Note   |
| ---------------- | ---------------- | ----------------------- | ---------------------------- | ------------------------- | ------ |
| 29 luglio 1988   | 7 giugno 1993    | Pierino Cecchini        | Democrazia Cristiana         | Sindaco                   | [ 8 ]  |
| 7 giugno 1993    | 30 agosto 1996   | Paolo Isaia Di Giovanni | Democrazia Cristiana         | Sindaco                   | [ 9 ]  |
| 30 agosto 1996   | 18 novembre 1996 | Domenico Marianella     | –                            | Commissario straordinario | [ 10 ] |
| 18 novembre 1996 | 14 maggio 2001   | Mahmoud "Mimmo" Srour   | L. civica di centro-sinistra | Sindaco                   | [ 11 ] |
| 14 maggio 2001   | 27 aprile 2005   | Mahmoud "Mimmo" Srour   | L. civica                    | Sindaco                   | [ 12 ] |
| 19 maggio 2005   | 27 giugno 2005   | Rinaldo Pezzoli         | –                            | Commissario prefettizio   | [ 8 ]  |
| 27 giugno 2005   | 30 maggio 2006   | Rinaldo Pezzoli         | –                            | Commissario straordinario | [ 8 ]  |
| 30 maggio 2006   | 29 maggio 2007   | Rinaldo Pezzoli         | –                            | Commissario prefettizio   |        |
| 29 maggio 2007   | 7 maggio 2012    | Giovanni Berardinangelo | L. civica Progetto futuro    | Sindaco                   | [ 13 ] |
| 7 maggio 2012    | 11 giugno 2017   | Giovanni Berardinangelo | L. civica Progetto futuro    | Sindaco                   | [ 14 ] |
| 11 giugno 2017   | 12 giugno 2022   | Giovanni Berardinangelo | L. civica Progetto futuro    | Sindaco                   | [ 15 ] |
| 13 giugno 2022   | In carica        | Deborah Visconti        | L. civica Progetto Futuro    | Sindaco                   |        |